# Sparisoma griseorubrum
Sparisoma griseorubrum är en fiskart som beskrevs av Fernando Cervigón 1982. Sparisoma griseorubrum ingår i släktet Sparisoma och familjen Scaridae. IUCN kategoriserar arten globalt som otillräckligt studerad. Inga underarter finns listade i Catalogue of Life.